# Topside-Gletscher
Der Topside-Gletscher ist ein 0,8 km langer Kargletscher im ostantarktischen Viktorialand. In der Convoy Range fließt er von der Südwand des Elkhorn Ridge in das Greenville Valley.
Seine Benennung geht auf eine Mannschaft des New Zealand Antarctic Research Program zurück, die zwischen 1989 und 1990 im Gebiet des Gletschers tätig war.